# Thomas Norgren
Thomas Nogga Norgren (ur. 8 grudnia 1961) – szwedzki curler, mistrz świata z 1989 i Europy z 1987.
Jako junior Norgren wygrał mistrzostwa kraju w 1980 i 1981, był wówczas kapitanem zespołu z Curlingklubb Skvadern. Na Mistrzostwach Świata Juniorów 1980 Szwedzi awansowali do fazy play-off. Zajęli 3. miejsce przegrywając półfinał przeciwko Kanadyjczykom (Mert Thompsett) i pokonując w meczu o brąz Amerykanów (Scott Dalziel). Po roku zespół z Sundsvall znalazł się w podobnej sytuacji, jednak w fazie finałowej przegrał dwa mecze, przeciwko Kanadzie (Denis Marchand) i Stanom Zjednoczonym (Ted Purvis). 
W 1982 Norgren nie zdołał wygrać ponownie rywalizacji krajowej, reprezentował jednak Szwecję na MŚJ 1982 będąc rezerwowym w drużynie Sören Grahna. Nie przegrywając żadnego ze spotkań Szwedzi zdobyli złote medale, w finale pokonując Kanadę (Mert Thompsett).
Po przekroczeniu wieku juniorskiego Norgren triumfował w mistrzostwach Szwecji w roku 1987. Będąc zawodnikiem Timrå Curlingklubb reprezentował kraj na Mistrzostwach Europy 1987. Szwedzi pokonując w finale 5:4 Norwegię (Eigil Ramsfjell) po raz drugi w historii zdobyli tytuły mistrza kontynentu. Po raz pierwszy dokonał tego w 1977 Ragnar Kamp.
Sezon później zmienił klub na Frösö-Oden Curlingklubb z Östersund. Z nową drużyną wygrał rozrywki ligowe Elitserien 1988/1989. Z drugiego miejsca w Round Robin Mistrzostw Świata 1989 szwedzki zespół awansował do półfinału, spotkanie przeciwko Kanadzie (Pat Ryan) zakończyło się wynikiem 3:4 i zdobyciem brązowego medalu przez Szwedów. Jako rezerwowy wystąpił w MŚ 2002, zagrał w jednym meczu a drużynę sklasyfikowano na 8. miejscu.
W sezonie 2010/2011 wraz z Heleną Klange doszedł do ćwierćfinałów mistrzostw Szwecji w curlingu par mieszanych. Dodatkowo Norgren pełnił funkcję trenera na mistrzostwach świata juniorów w 1984, mistrzostwach świata w latach 1994 i 1997, Europy 1992 i 1997 oraz na Zimowych Igrzyskach Olimpijskich 1998. Zasiadał w zarządzie Szwedzkiej Federacji Curlingu w latach 1995-1997.

## Drużyna
|           | Czwarty        | Trzeci          | Drugi            | Otwierający      |
| --------- | -------------- | --------------- | ---------------- | ---------------- |
| 2003/2004 | Hans Nyman     | Thomas Norgren  | Jan Strandlund   | Erik Salén       |
| 2001/2002 | Thomas Norgren | Janne Lundblad  | Sune Halvarsson  | Ove Dahlgren     |
| 1988/1989 | Thomas Norgren | Jan-Olov Nässén | Anders Lööf      | Mikael Ljungberg |
| 1987/1988 | Thomas Norgren | Jan Strandlund  | Lars Strandqvist | Lars Engblom     |
| 1979/1981 | Thomas Norgren | Peter Svedlund  | Conny Ekholm     | Erik Pettersson  |